# 爆笑ヒットパレード (1967年)
『爆笑ヒットパレード』（ばくしょうヒットパレード）は、1967年7月2日から同年9月24日までフジテレビ系列局で放送されていたフジテレビ制作の演芸番組である。放送時間は毎週日曜 19:00 - 20:00 （日本標準時）。

## 概要
落語・漫談・漫才・声帯模写・曲芸などの第一人者たちが多彩な芸を披露していた公開番組で、毎回生放送を行っていた。司会はトリオ・スカイラインが務めていた。
番組の終了後、替わって金曜12:15枠でトリオ・スカイラインが司会を務める『大爆笑ホール』がスタートした。翌1968年1月には同じく日曜19:00枠で、かつて日曜19:30枠で放送されていた『爆笑ダイヤモンドショー』がトリオ・スカイラインの司会で復活した。そして同年3月には、本番組のリニューアル版である『爆笑グランドパレード』が火曜20:00枠でスタートした。こちらもトリオ・スカイラインが司会を務めていた。
タイトルは似ているが、1968年から同系列局で放送されている正月特番『初詣!爆笑ヒットパレード』との関連性は特に無い。

## 出演者

### 司会
- トリオスカイライン（東八郎・原田健二・小島三児）

### 主な出演者
- 5代目月の家圓鏡（後の8代目橘家圓蔵）
- 獅子てんや・瀬戸わんや
- てんぷくトリオ
- 5代目三遊亭圓楽
- 桂歌丸
- 初代引田天功
- 初代林家三平
- トリオ・ザ・パンチ
- コント55号
- 2代目三遊亭歌奴（後の3代目三遊亭圓歌）

- 牧伸二
- 東京ぼん太
- 晴乃チック・タック
- Wけんじ
- 若井はんじ・けんじ
- 三遊亭金遊（後の4代目三遊亭小圓遊）
- 牧野周一
- 南州太郎
- 東京コミックショウ
- ほか

## 参考資料
- 産経新聞[どれ?]